# Artur Tashko
Artur Tashko (ur. 10 kwietnia 1901 w Korczy, zm. 25 listopada 1994 w Kolumbii) – albański flecista i malarz reprezentujący kubizm, autor ponad 300 obrazów. Inspirował się sztuką prekolumbijską. Jego prace znajdują się w Muzeum Narodowym Kolumbii.

## Życiorys
W latach 30. pracował w Bostonie jako zawodowy flecista, a następnie jako redaktor naczelny gazety Republika. Mieszkał w Bangladeszu, Libanie (gdzie uczęszczał na studia), Stanach Zjednoczonych, Francji, Hiszpanii, Włoszech i przez ostatnie 31 lat życia w Kolumbii.
Pod koniec II wojny światowej pracował jako tłumacz dla amerykańskich sił zbrojnych stacjonujących wówczas w Brindisi.

## Wybrane obrazy
- Jetë e vogël kubiste ende (hiszp. Pequeño bodegón cubista) (1948)[6]
- Kompozim abstrakt me figura të sheshta (1979)[1]

## Życie prywatne
Miał brata Konstandina, który był ambasadorem Albanii w Stanach Zjednoczonych.